# 艾格利耶爾峰
44°52′40″N 6°13′14″E / 44.877866°N 6.22055°E

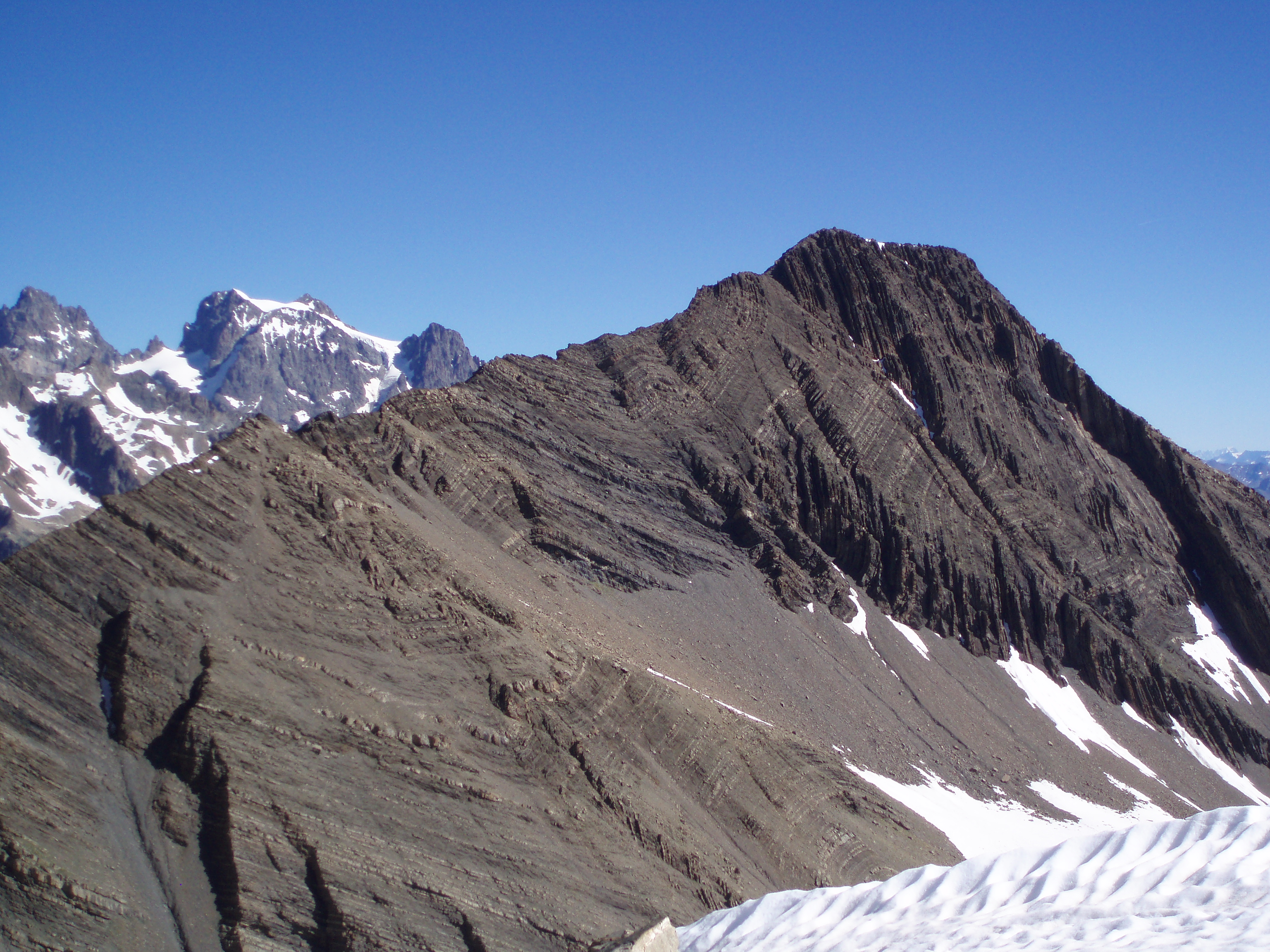

艾格利耶爾峰（法語：Pointe de l'Aiglière），是法國的山峰，位於該國東南部，由上阿爾卑斯省負責管轄，屬於多芬阿爾卑斯山脈中埃克蘭山的一部分，海拔高度3,307米。